# Downton Abbey (album)
Downton Abbey è il primo album della serie televisiva Downton Abbey, uscito il 13 dicembre 2011.

## Tracce
Musiche di John Lunn e Don Black.
1. Chamber Orchestra of London – Downton Abbey - The Suite – 7:08
2. Chamber Orchestra of London – Love And The Hunter – 3:17
3. Chamber Orchestra of London – Emancipation – 2:15
4. Chamber Orchestra of London – Story of My Life – 1:56
5. Chamber Orchestra of London – Fashion – 1:18
6. Chamber Orchestra of London – Damaged – 5:24
7. Alfie Boe – If You Were the Only Girl in the World – 3:45
8. Chamber Orchestra of London – Preparation – 3:25
9. Chamber Orchestra of London – Such Good Luck – 2:30
10. Chamber Orchestra of London – Us And Them – 1:52
11. Chamber Orchestra of London – Violet – 1:54
12. Chamber Orchestra of London – A Drive – 1:04
13. Chamber Orchestra of London – An Ideal Marriage – 2:43
14. Alfie Boe – Roses of Picardy – 3:55
15. Chamber Orchestra of London – Telegram – 1:44
16. Chamber Orchestra of London – Deception – 2:49
17. Chamber Orchestra of London – Titanic – 2:09
18. Chamber Orchestra of London – A Song and a Dance – 1:27
19. Mary-Jess Leaverland – Did I Make The Most of Loving You – 4:18